# Amtsplatz 1 (Bregenz)

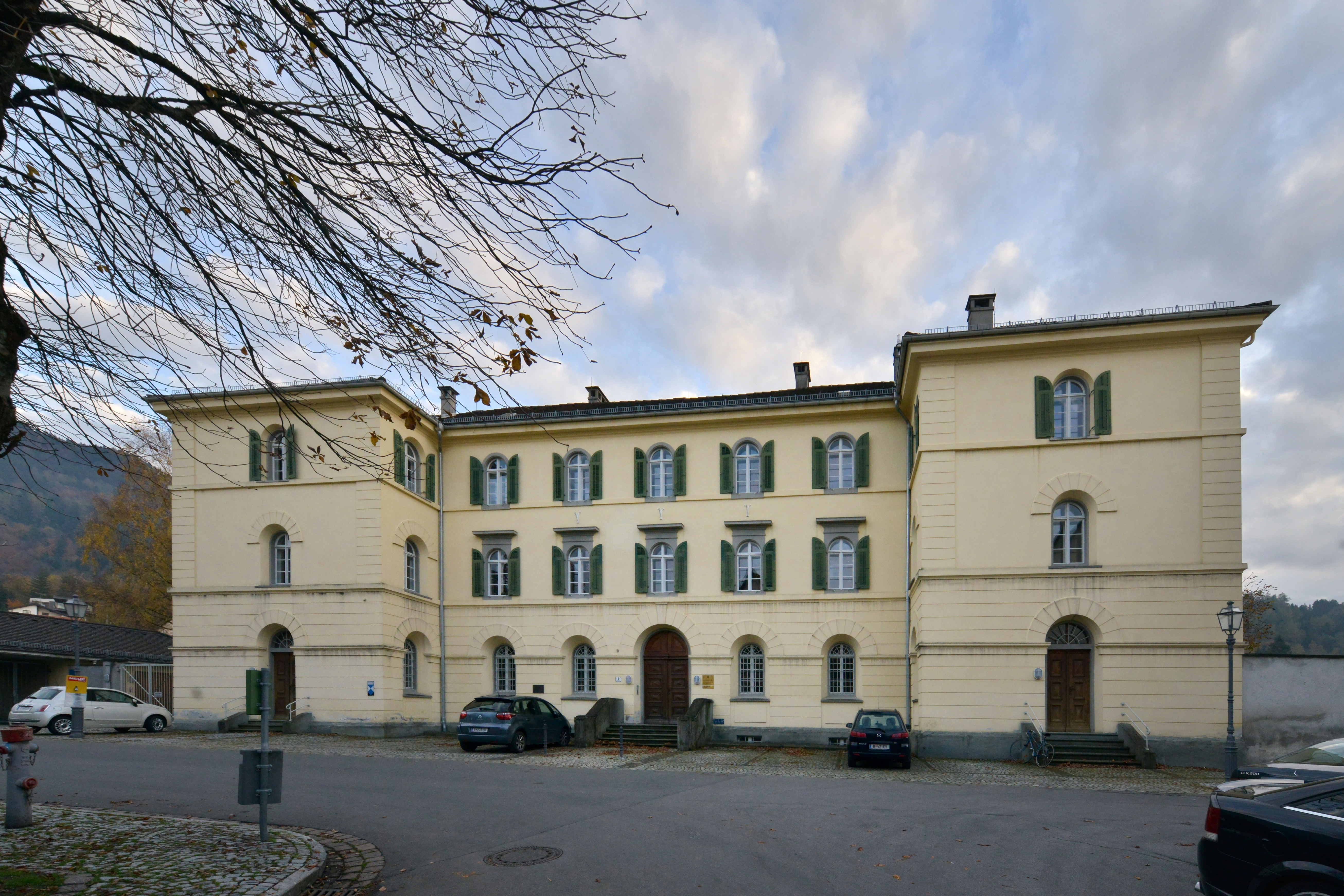
Amtsplatz 1

Das Haus Amtsplatz 1 ist ein ehemaliges Gefängnis und Fronfeste in der Oberstadt von Bregenz, das heute als Amtsgebäude genutzt wird. Das Bauwerk steht unter Denkmalschutz (Listeneintrag).

## Geschichte
An Stelle des heutigen Gebäudes stand ursprünglich die ehemalige Burg bzw. das Stadtschloss der Grafen von Bregenz sowie das ehemalige Obertor der Stadtmauer. In den Jahren von 1857 bis 1860 wurde das Gefangenenhaus, die sogenannte „Fronfeste“, errichtet. Während des Zweiten Weltkrieges wurden hier politische Gefangene und ethnische Minderheiten inhaftiert. Nach der Auflassung des Gefängnisses wird das Gebäude als Sitz des Landeskonservatorates für Vorarlberg des Bundesdenkmalamtes genutzt.

## Architektur
Das Gebäude ist dreigeschoßig und symmetrisch angelegt. Es weist zwei Seitenrisalite auf. Mittig des Gebäudes ist ein Rundbogenportal, die Fenster sind ebenfalls rundbogig, letztere zum Teil mit Fensterläden. Die einzelnen Stockwerke sind durch umlaufende Gesimse getrennt, die Gebäudekanten und die Fassade des Erdgeschoßes sind genutet.
Im Inneren sind großteils noch die Bodenplatten aus Sandstein sowie die Gefängniszellen zu sehen.